# Cnemoscopus chrysogaster
El tangara ventrigualdo (Cnemoscopus chrysogaster) es una especie —o la subespecie Cnemoscopus rubrirostris chrysogaster, dependiendo de la clasificación considerada— de ave paseriforme de la familia Thraupidae, perteneciente al género Cnemoscopus. Es nativo de regiones andinas del oeste de América del Sur.

## Distribución y hábitat
Se distribuye a lo largo de la cordillera de los Andes desde el norte de Perú (Amazonas) hasta Cuzco (cordillera Vilcabamba), y en el extremo oeste de Bolivia, en el oeste de La Paz, donde fue registrado en el Parque nacional Madidi.
Esta especie es considerada bastante común en sus hábitat naturales: el dosel y los bordes de bosques montanos de altitud, principalmente entre los 2100 y 3000 m.

## Descripción
Mide 15 cm de longitud. Tienen el pico y las patas de color gris oscuro. La cabeza de color gris oscuro, la garganta y el pecho son grises más pálidos; por arriba color oliva y por abajo amarillo brillante, especialmente el vientre, más brillante.

## Comportamiento
Es reconocido por menear casi constantemente la cola, movimiento que a veces incorpora la mitad trasera entera del ave. Forrajea en pequeños grupos, frecuentemente acompañando bandadas mixtas de otros tráupidos; busca por insectos a lo largo de ramas y en el follaje.

## Sistemática

### Descripción original
La especie C. chrysogaster fue descrita por primera vez por el ornitólogo polaco Władysław Taczanowski en 1875 bajo el nombre científico Chlorospingus chrysogaster; su localidad tipo es: «Tambopata, Junín, Perú».

### Etimología
El nombre genérico masculino Cnemoscopus se compone de las palabras del griego «knēmos» que significa «ladera de la montaña», y «skopos»: buscador; y el nombre de la especie «chrysogaster» se compone de las palabras del griego «khrusos»: oro, dorado, y «gastēr»: vientre.

### Taxonomía
La presente especie es históricamente tratada como una subespecie de Cnemoscopus rubrirostris; sin embargo,
las clasificaciones Aves del Mundo (HBW) y Birdlife International (BLI) la consideran como especie separada con base en diferencias de plumaje y morfológicas. Esta separación no es seguida todavía por otras clasificaciones.